# 古德派恩 (路易斯安那州)
古德派恩（英語：Good Pine）是位於美國路易斯安那州拉薩爾堂區的一個普查規定居民點。

## 人口
根據2020年美國人口普查的數據，古德派恩的面積為2.01平方千米，當中陸地面積為1.99平方千米，而水域面積為0.02平方千米。當地共有人口259人，而人口密度為每平方千米128.86人。